# I Heart You

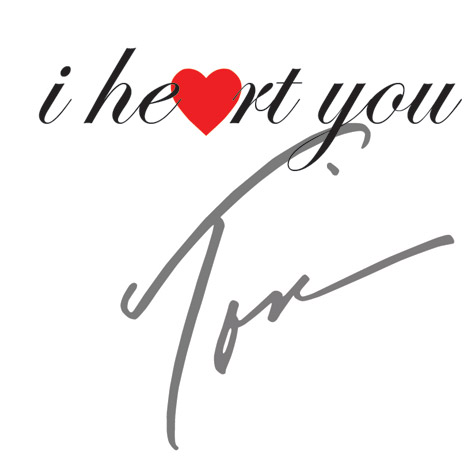

I Heart You è un brano della cantante statunitense Toni Braxton, pubblicato il 29 marzo 2012. È stato scritto e prodotto dalla stessa Braxton e Keri Lewis. La canzone è stata pubblicata come singolo che anticipa il nuovo album. Si tratta di un brano dance-pop, che inizia come una ballad e poi continua con un ritmo dance, che è stato accolto positivamente dalla critica.

## Video musicale
Il videoclip è stato girato il 28 marzo 2012 e diretto da Billie Woodruff, che ha già diretto diversi video della Braxton fra cui Un-Break My Heart, He Wasn't Man Enough e i video dei tre singoli estratti da Pulse. Il fidanzato della Braxton, Nick Denbeigh, appare nel video in tre differenti ruoli.